# Портсмут (Вірджинія)
Портсмут (англ. Portsmouth) — незалежне місто-порт в США,  в штаті Вірджинія. Населення — 97 915 осіб (2020).
У місті функціонують три вищі школи, кілька філій вишів.

## Географія
Портсмут розташований в південно-східній частині Вірджинії в місці впадання річки Елізабет в Атлантичний океан за координатами 36°51′34″ пн. ш. 76°21′23″ зх. д. / 36.85944° пн. ш. 76.35639° зх. д. ( 36.859430, -76.356269).  Висота центру — 6 метрів над рівнем моря. За даними Бюро перепису населення США в 2010 році місто мало площу 121,04 км², з яких 87,16 км² — суходіл та 33,88 км² — водойми.
Максимальна температура в місті була зареєстрована 1980 року і склала 40,6 ° С, мінімальна — −19,4 ° С 1985 року.

## Демографія
Згідно з переписом 2010 року, у місті мешкало 95 535 осіб у 37 324 домогосподарствах у складі 23 987 родин. Густота населення становила 789 осіб/км².  Було 40806 помешкань (337/км²). 
Расовий склад населення:
| - 53,3 % — чорних або афроамериканців - 41,6 % — білих - 1,1 % — азіатів - 0,4 % — корінних американців - 0,1 % — вихідців з тихоокеанських островів - 1,0 % — осіб інших рас |

До двох чи більше рас належало 2,6 %. Іспаномовні складали 3,1 % від усіх жителів.
За віковим діапазоном населення розподілялося таким чином: 23,7 % — особи молодші 18 років, 63,1 % — особи у віці 18—64 років, 13,2 % — особи у віці 65 років та старші. Медіана віку мешканця становила 35,7 року. На 100 осіб жіночої статі у місті припадало 92,6 чоловіків;  на 100 жінок у віці від 18 років та старших — 89,3 чоловіків також старших 18 років.
Середній дохід на одне домашнє господарство  становив 56 614 долари США (медіана — 45 676), а середній дохід на одну сім'ю — 64 265 доларів (медіана — 54 547). Медіана доходів становила 44 669 доларів для чоловіків та 33 503 долари для жінок. За межею бідності перебувало 18,2 % осіб, у тому числі 30,0 % дітей у віці до 18 років та 10,8 % осіб у віці 65 років та старших.
Цивільне працевлаштоване населення становило 41 039 осіб. Основні галузі зайнятості: освіта, охорона здоров'я та соціальна допомога — 23,8 %, роздрібна торгівля — 11,9 %, виробництво — 11,7 %.

## Відомі люди
- Мей Мюррей (1885 — 1965) — американська актриса театру і кіно.